# Осада Ливорно
Осада Ливорно — сражение 10 и 11 мая 1849 года, в ходе которого войска Австрийской империи подавили вооруженное восстание итальянских патриотов в Ливорно под руководством Андреа Сгараллино, Джованни Гвардуччи и Энрико Бартеллони.

## Предыстория
События, которые привели к вторжению в Великое герцогство Тосканское и к осаде города Ливорно начались в январе 1848 года.
6 января в Ливорно начались народные волнения, на улицах появились листовки с требованием либеральных свобод. Всё это завершилось временным арестом Франческо Доменико Гверрацци и дарованием подданным конституции 17 февраля того же года великим герцогом Леопольдом II Габсбург-Тосканским.
Между тем, последствия первой войны за независимость ощущались по всей территории великого герцогства. В августе того же года, в Ливорно началось народное восстание. Леопольд II вступил в переговоры с Джузеппе Монтанелли и Франческо Доменико Гверрацци, руководителями итальянских патриотов. Джузеппе Монтанелли указал великому герцогу на необходимость проведения выборов для избрания 37 депутатов от Тосканы в учредительное собрание. Великий герцог должен был подписать акт об учреждении парламента, но 30 января 1849 года он тайно оставил Флоренцию и на британском корабле отплыл в Порто Санто Стефано. 8 февраля в Ливорно прибыл Джузеппе Мадзини. Он объявил толпе о побеге Леопольда II. 9 февраля был создан триумвират в составе Франческо Доменико Гверрацци, Джузеппе Монтанелли и Джузеппе Маццони, который написал новую конституцию. 15 февраля в Ливорно была провозглашена республика.

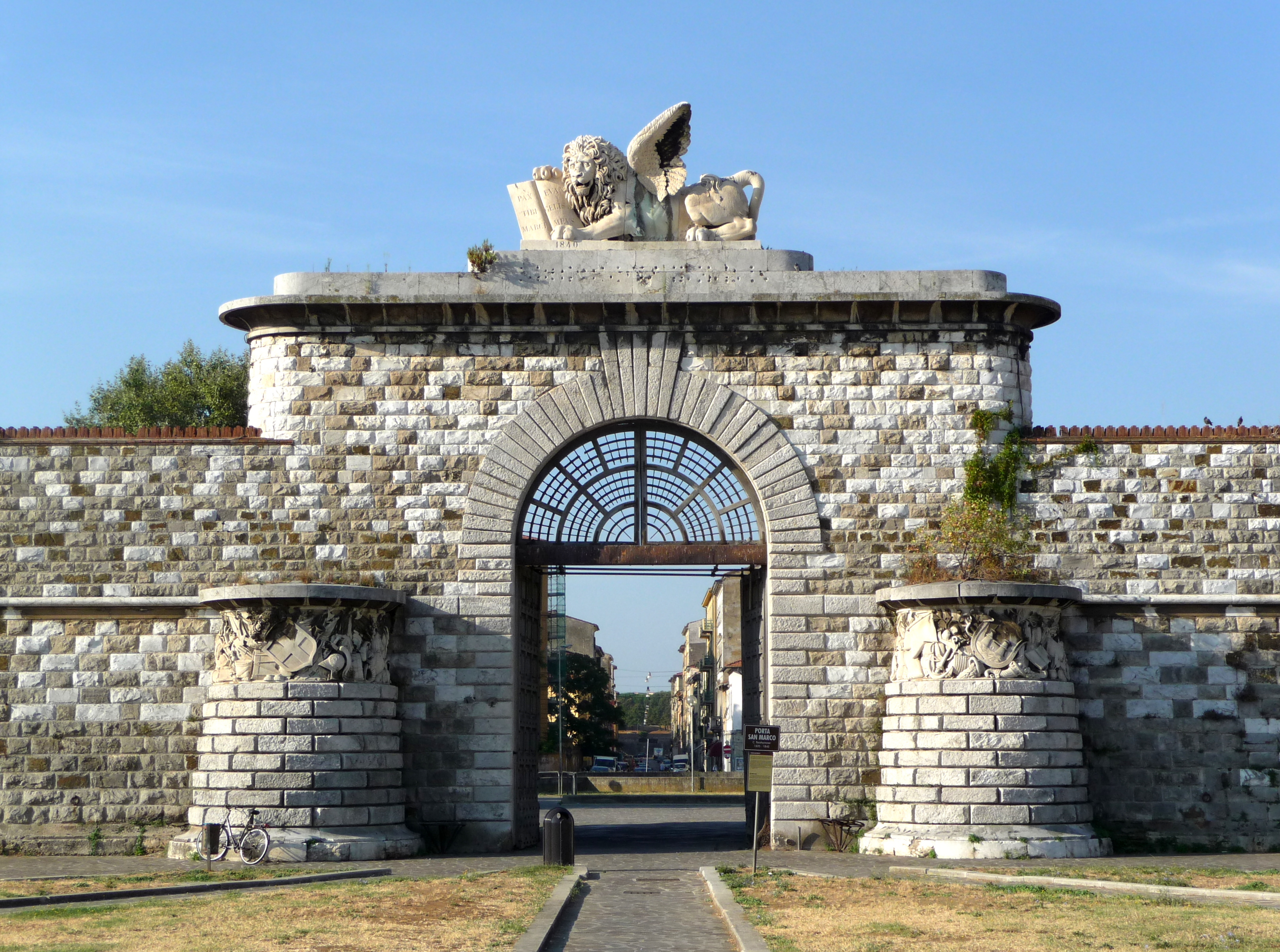
Врата Святого Марка в Ливорно

На этот раз Леопольд II бежал в Гаэту, а новое учредительное собрание во Флоренции, открывшееся 25 марта, спустя два дня объявило Франческо Доменико Гверрацци диктатором. Муниципалитет Флоренции выступил против нового правительства и за возвращение великого герцога, изгнав оппонентов при поддержке армии и национальной гвардии.
Ливорно, который тем временем сформировал городское правительство во главе с Джованни Гвардуччи, отказался принять реставрацию прежнего режима, и 18 апреля объявил о своем сопротивлении Флоренции.
В мае 1849 года войска Австрийской империи, под командованием Константино д’Аспре, прибыли в Тоскану на помощь сторонникам великого герцога Леопольда II. Захватив Пизу, 10 мая австрийская армия осадила Ливорно. Оккупанты имели 50 орудий и армию в 10 раз превышавшую численность повстанцев. Обороной города командовали Андреа Сгараллино, Энрико Бартеллони, полковник-француз де Серр и Гиларди. Для противостояния австрийским войскам Андреа Сгараллино были построены баррикады на будущей улице Сольферино, улице Палестро и площади Сан-Марко, недалеко от Леопольдинской стены. В форте Святого Петра и Новой крепости обосновались группы защитников города, к которым присоединились люди Энрико Бартеллони.

## Сражение
После прицельного огня со стороны австрийцев, на рассвете 10 мая 1849 года, колокола ратуши Ливорно первыми забили тревогу. Вслед за ними колокольный звон раздался во всех башнях города. Константино д’Аспре предложил повстанцам сдаться и открыть ворота, но в ответ стрелки из отряда Энрико Бартеллони выстрелили над годовами австрийцев. В 6 утра из траншеи в Санто Стефано ай Лупи выстрелила первая пушка.
Затем, защитники города предприняли несколько результативных вылазок в окрестностях Ливорно. В 8 часов австрийцы атаковали ворота Святого Леопольда. Около 9 часов все передовые отряды повстанцев были вынуждены отступить за городскую стену. Только форт Святого Петра продолжал успешно обороняться. Тем же утром, на участке стены, прилегающей к Барьера Фьорентина и воротам Святого Марка отряд добровольцев и народной милиции предотвратил попытку австрийцев окружить город. Отряд под командованием Энрико Барталлеони занял позиции на близлежащих домах и колокольне церкви Святого Иосифа. Ночью началась сильная буря, и стрельба прекратилась.
На следующее утро Андреа Сгараллино осмотрел баррикады от улицы Сольферино до ворот Святого Марка, в то время как епископ Джироламо Гави призвал консулов Франции, Англии и США выступить посредниками в переговорах, которые не увенчались успехом. В 7 часов австрийцы обрушили на город шквал огня, прежде всего на форт Святого Петра и участок у ворот Святого Марка. Им удалось пробить брешь в обороне повстанцев, заставив их отступить за баррикады. Вслед за австрийскими войсками в Ливорно вошел ставленник великого герцога Беттино Риказоли.
Несмотря на исключительную стойкость повстанцев, до 11 часов город был полностью занят австрийскими войсками, которые захватили казармы и форты.

## Результат
Жители Ливорно подверглись грабежу и насилию со стороны австрийцев, продолживших зачищать территорию, выявляя повстанцев. Потери среди защитников города составили от 90 до 800 человек.
Энрико Бартеллони был схвачен и расстрелян. Австрийцы казнили всех без суда и следствия, в том числе раненных в госпитале Святого Иакова. После недели грабежей, они вытребовали контрибуцию в 400 000 флоринов. и двинулись на Рим.
Спустя несколько десятилетий, останки защитников города, расстрелянных австрийцами были перенесены на кладбище Лупи, где по заказу жителей Ливорно Лоренцо Гори поставил им памятник. В 1889 году несколько мемориальных плит с именами повстанцев были поставлены за воротами Святого Марка.